# USS Williams (DE-372)
USS Williams (DE-372) là một tàu hộ tống khu trục lớp John C. Butler từng phục vụ cùng Hải quân Hoa Kỳ trong Chiến tranh Thế giới thứ hai. Nó là chiếc tàu chiến thứ tư của Hải quân Hoa Kỳ được đặt cái tên này, nhưng là chiếc thứ hai được đặt theo tên Chuẩn đô đốc George Washington Williams (1869–1925), người từng được tặng thưởng Huân chương Chữ thập Hải quân khi phục vụ trong Chiến tranh Thế giới thứ nhất. Nó đã phục vụ trong suốt Thế chiến II, được cho ngừng hoạt động sau khi xung đột chấm dứt vào năm 1946, rồi cuối cùng bị đánh chìm như một mục tiêu ngoài khơi California vào năm 1968. Williams được tặng thưởng một Ngôi sao Chiến trận do thành tích phục vụ trong Thế Chiến II.

## Thiết kế và chế tạo
Lớp John C. Butler được thiết kế nhằm đáp ứng nhu cầu một số lượng lớn nhưng rẻ tiền của một kiểu tàu hộ tống chống tàu ngầm để hộ tống các đoàn tàu vận tải vượt đại dương. Chúng có chiều dài chung 306 foot (93,3 m), mạn tàu rộng 36 foot 10 inch (11,2 m) và mớn nước 13 foot 4 inch (4,1 m), trọng lượng choán nước tiêu chuẩn 1.350 tấn Anh (1.372 t), và lên đến 1.745 tấn Anh (1.773 t) khi đầy tải, với một thủy thủ đoàn bao gồm 14 sĩ quan và 201 thủy thủ. Con tàu được vận hành bởi hai turbine hơi nước hộp số Westinghouse; hơi nước được cung cấp bởi hai nồi hơi "D" Express, tạo ra công suất 12.000 mã lực càng (8.900 kW) và cho phép đạt được tốc độ tối đa 24 hải lý trên giờ (44 km/h; 28 mph). Nó có tầm hoạt động 6.000 hải lý (11.000 km; 6.900 mi) ở tốc độ đường trường 12 hải lý trên giờ (22 km/h; 14 mph).
Dàn vũ khí chính bao gồm hai tháp pháo 5-inch/38 caliber đa dụng nòng đơn, được dẫn đường bởi hệ thống điều khiển hỏa lực Mark 51; vũ khí phòng không gồm hai khẩu đội Bofors 40 mm L/60 nòng đôi và mười khẩu Oerlikon 20 mm nòng đơn cũng được dẫn đường bởi hệ thống Mark 51. Ngoài ba ống phóng ngư lôi 21 inch (533 mm), vũ khí chống ngầm bao gồm hai đường ray thả mìn sâu, tám máy phóng mìn sâu K-gun cùng một dàn súng cối chống ngầm Hedgehog. Con tàu được trang bị sonar kiểu QC, radar dò tìm mặt biển SL và radar dò tìm không trung SA.
Cái tên Williams được dự định đặt cho chiếc DE-290, một tàu hộ tống khu trục lớp Rudderow; tuy nhiên việc chế tạo bị hủy bỏ vào ngày 12 tháng 3, 1944, và tên này được đặt lại cho chiếc DE-372. Nó được đặt lườn tại xưởng tàu của hãng Consolidated Steel Corporation ở Orange, Texas vào ngày 5 tháng 6, 1944. Nó được hạ thủy vào ngày 22 tháng 8, 1944, được đỡ đầu bởi bà E. Willoughby Middleton, em họ của Chuẩn đô đốc William, và được cho nhập biên chế cùng Hải quân Hoa Kỳ vào ngày 11 tháng 11, 1944 dưới quyền chỉ huy của Hạm trưởng, Thiếu tá Hải quân Louis Frank Loutrel, Jr.

## Lịch sử hoạt động
Sau khi hoàn tất việc chạy thử máy huấn luyện tại khu vực Bermuda, Williams được sửa chữa sau chạy thử máy tại Boston, Massachusetts trước khi đi đến New London, Connecticut vào ngày 11 tháng 1, 1945. Được điều động sang khu vực Mặt trận Thái Bình Dương, nó lên đường đi Newport, Rhode Island vào ngày 19 tháng 1, sáp nhập cùng tàu vận tải tấn công Riverside (APA-102), và khởi hành vào ngày 30 tháng 1 để hướng sang Balboa tại vùng kênh đào Panama. Sau khi băng qua kênh đào, nó cùng tàu vận chuyển cao tốc Sims (APD-50) đi đến San Diego, California, vào ngày 7 tháng 2.
Tiếp tục di chuyển độc lập để hướng sang quần đảo Hawaii, Williams đi đến Trân Châu Cảng vào ngày 16 tháng 2, và sau một giai đoạn huấn luyện đã lên đường đi New Hebrides. Nó đã hộ tống một đoàn tàu đổ bộ LCI đi từ Espiritu Santo đến Lunga Point từ ngày 25 đến ngày 27 tháng 3, rồi quay trở lại Espiritu Santo ngang qua Tulagi vào ngày 30 tháng 3. Con tàu sau đó chuyển đến Nouméa để gặp gỡ Vulcan (AR-5), rồi hộ tống chiếc tàu sửa chữa đi Ulithi, đến nơi vào ngày 15 tháng 4. Khi hoàn thành nhiệm vụ, nó đi đến đảo Manus thuộc quần đảo Admiralty, nó tháp tùng để bảo vệ cho tàu sân bay hộ tống Long Island (CVE-1) đi Guam, đến nơi vào ngày 25 tháng 4, rồi tiếp tục hộ tống cho tàu sân bay Copahee (CVE-12) đi đến Eniwetok, trước khi quay trở về Manus vào ngày 6 tháng 5.
Bốn ngày sau đó, Williams cùng các tàu hộ tống khu trục Presley (DE-371), Ross (DD-563) và Howorth (DD-592) rời khu vực Admiralty, hộ tống cho Đội vận chuyển 11 hướng sang Philippines. Trên đường đi vào xế trưa ngày 15 tháng 5, lực lượng phát hiện một quả thủy lôi trôi nổi và đã phá hủy bằng hải pháo. Sau khi đi đến Leyte vào ngày 16 tháng 5, nó di chuyển đến Hollandia rồi đến Manus, đến nơi vào ngày 30 tháng 5. Nó lại cùng tàu chị em Presley lên đường vào ngày 4 tháng 6, hộ tống một đơn vị đặc nhiệm đưa các bộ phận của Bộ chỉ huy Ném bom XX đi sang Tinian thuộc quần đảo Mariana. Con tàu tiếp tục hoạt động tại khu vực giữa Manus và quần đảo Marshall cho đến cuối tháng 6, khi nó hộ tống tàu vận tải tấn công Lander (APA-178) đi Eniwetok.
Williams vẫn hoạt động tại khu vực Manus khi Nhật Bản chấp nhận đầu hàng vào ngày 15 tháng 8, giúp chấm dứt vĩnh viễn cuộc xung đột. Nó tiếp tục phục vụ tuần tra kiểm soát cảng và thực hành huấn luyện, viếng thăm Yap, rồi được điều sang hoạt động tuần tra tại khu vực Mariana vào ngày 20 tháng 9. Nó đã hộ tống cho tàu sân bay Bougainville (CVE-100) đi sang Okinawa từ ngày 24 đến ngày 27 tháng 9 trước khi lên đường quay trở lại Guam. Trên đường đi trong đêm 29 tháng 9, con tàu chịu đựng một cơn bão lớn khiến nó suýt bị lật úp; một thủy thủ đã bị sóng cuốn qua mạn tàu và mất tích, phần cấu trúc thượng tầng bị hư hại đáng kể và một số khoang bị ngập nước. Trước khi đến được Guam, nó còn phát hiện một quả thủy lôi trôi nổi và đã phá hủy bằng hải pháo.
Sau khi được sửa chữa tại Guam, Williams lên đường quay trở về Hoa Kỳ ngang qua Trân Châu Cảng. Nó được cho xuất biên chế vào ngày 4 tháng 6, 1946 và đưa về Hạm đội Dự bị Thái Bình Dương, neo đậu tại San Diego, California. Tên nó được cho rút khỏi danh sách Đăng bạ Hải quân vào ngày 1 tháng 7, 1967. Sau khi được tháo dỡ mọi phụ tùng hữu ích, con tàu bị loại bỏ như một mục tiêu thực hành ngoài khơi San Diego, bị đánh chìm bởi hỏa lực pháo và tên lửa vào ngày 29 tháng 6, 1968.

## Phần thưởng
Williams được tặng thưởng một Ngôi sao Chiến trận do thành tích phục vụ trong Thế Chiến II.
|             |  |  |
| Bronze star |  |  |

| Huân chương Chiến dịch Hoa Kỳ                                           |                                      |                                         |
| Huân chương Chiến dịch Châu Á-Thái Bình Dương với 1 Ngôi sao Chiến trận | Huân chương Chiến thắng Thế Chiến II | Huân chương Phục vụ Chiếm đóng Hải quân |